# Henry James Byron
Henry James Byron (1834-1884) fue un dramaturgo y actor inglés.

## Vida
Nació en Mánchester en enero de 1834. Su padre, Henry Byron, fue durante muchos años cónsul británico en Puerto Príncipe. Colocado primero con Mr. Miles Morley, un cirujano de Cork Street (West End), y posteriormente con su abuelo materno, el Dr. Bradley de Buxton, Byron adquirió aversión hacia la profesión médica.
Un monólogo suyo titulado Una botella de champán descorchada por Horace Plastic, producido en el Marionette Theatre de Londres, fue su más temprana aventura literaria. El 14 de enero de 1858 ingresó en el Middle Temple como alumno, con la intención de dedicar su tiempo a escribir obras de teatro.Su gusto por los escenarios interferían con sus ocupaciones jurídicas.Pronto abandonaría toda pretensión de estudiar Derecho, y se uniría como actor a una compañía de provincias. La primera aparición de Byron como actor en Londres tuvo lugar en el Globe, el 23 de octubre de 1869, como Sir Simon Simple en su propia comedia No es tan tonto como parece, un papel originalmente diseñado para Sothern.Previamente había interpretado en provincias a Isaac de York en su burlesque Ivanhoe. Con posterioridad aparecería en sus propias comedias como FitzAltamont en The Prompter's Box (La concha del apuntador) (Adelphi, 1870); el capitán Craven en Daisy Farm (Olympic, 1871); Lionel Levert en Old Soldiers (Strand, 1873); Harold Trivass en Una dama americana (Criterion, 1874); Gibson Greene en Married in Haste (Precipitadamente casado) (Haymarket, 1875); y Dick Simpson en Conscience Money (Haymarket, 1878).En 1881 interpretó, en el Court Theatre, a Cheviot Hill en la comedia de W. S. Gilbert Engaged (Prometidos). Fue este su último contrato, y, hasta donde se sabe, la única vez en la que intervino en una obra de otro autor. Poco después de este período, como consecuencia de su mala salud, se retiraría de los escenarios. El mismo motivo lo empujaría a un relativo aislamiento.
Había producido sin éxito en el Strand Theatre en 1857 un burlesque titulado Ricardo Corazón de León. Mejor fortuna acompañó a su siguiente burlesque, Fra Diavolo, llevado un año después al mismo teatro. Siguieron en el Strand, Adelphi, Olympic y otros teatros del West End una serie de piezas, principalmente del mismo género. 
Byron escribió para el Temple Bar una novela titulada Paid in Full (Pagado en su totalidad), posteriormente reeditada en 3 volúmenes (Londres, 1865), en la cual incluyó algunas de sus experiencias como estudiante de Medicina. Fue el primer editor del semanario cómico Fun,y fundó un efímero periódico, el Comic Times. El 15 de abril de 1865 se asoció con Miss Marie Wiltonpara gestionar el Teatro del Príncipe de Gales (anteriormente Queen's Theatre), en Tottenham Street, contribuyendo al programa inaugural con un burlesque sobre el tema de La sonámbula. Al mismo teatro fueron llevados War to the Knife (Guerra a muerte), un drama cómico en tres actos, el 10 de junio de 1865, y A Hundred Thousand Pounds (Cien mil libras), también en tres actos, el 5 de mayo de 1866. Allí fueron representadas con éxito algunas de sus piezas, comedias y extravaganzas, pues las condiciones de la sociedad incluían su compromiso de no escribir para ninguna otra sala. En 1867 renunció a su vinculación con este teatro, y comenzó a gestionar el Teatro Alexandra de Liverpool, al que poco después añadiría también la gestión del Theatre Royal y el Amphitheatre. 
Siete años después emprendió la gestión del Criterion Theatre, que fue inaugurado el 21 de mayo de 1874 con su comedia en tres actos Una dama americana. El éxito comercial de su vida quedó asegurado con Our Boys, estrenada el 16 de enero de 1875 en el Vaudeville Theatre.Se trata de un drama doméstico en tres actos, que es notable por haber alcanzado el período de representación más largo de que se tiene constancia, habiendo permanecido en cartel hasta el 18 de abril de 1879.
Durante los últimos años de su vida, Byron estuvo delicado de salud. Murió en su casa de Clapham Park el 11 de abril de 1884, y fue enterrado en el cementerio de Brompton.

## Su obra
Byron fue autor de algunas de las piezas escénicas más populares de su tiempo. Las características distintivas de las obras de Byron son la sencillez y una condición sana. Se deleitaba en los juegos de palabras y chanzas verbales, y en cierta pulcritud "cockney" de las réplicas ingeniosas. En sus obras dramáticas se encontró con muchos desaires, pero pocos fracasos. Cyril's Success es general y acertadamente considerada como su mejor obra.

## Obras teatrales
Apenas puede intentarse un listado completo de las obras de Byron. La siguiente lista omite poco de importancia:

### Extravaganzas,burlesquesy pantomimas[5]
- La novia de Abydos (sin fecha)
- Última versión de "La dama de Lyon" (1858)
- Fra Diavolo (1858)
- La doncella y la urraca (1858)
- Mazeppa (1858)
- Ultimísima versión de "La dama de Lyon" (1859)
- Babes in the Wood (1859)
- La ninfa de Lurleyburg (1859)
- Jack el "matagigantes" (1860; 1879)
- El molinero y sus hombres (coescrita con Francis Talfourd, 1860)
- El peregrino del amor (1860)
- Robinson Crusoe (1860; 1868)
- Barba Azul (1860)
- Cenicienta (1861)
- Aladino (1861)
- Esmeralda (1861)
- Miss Eily O'Connor (1861)
- El gato con botas nuevas (1862)
- Rosebud de la granja de ortigas (1862)
- George de Barnwell (1862)
- Ivanhoe (1862)
- La bella Haidée (1863)
- Alí Babá (1863)
- Maltratando "Il Trovatore" (1863)
- El lema (1863)
- Lady Belle-belle (1863)
- Orfeo y Eurídice (1863)
- Mazurca (1864)
- La princesa de la primavera (1864)
- Grin Bushes (1864)
- Pan (1865)
- La sonámbula (1865)
- Lucía de Lammermoor (1865)
- El pequeño don Giovanni (1865)
- Der Freischütz (El cazador furtivo) (1866)
- La caja de Pandora (1866)
- Guillermo Tell (1867)
- Lucrecia Borgia, doctora en Medicina (1868)
- Los hermanos corsos (1869)
- El enano amarillo (1869)
- Lord Bateman (1869)
- Whittington (1869)
- Robert Macaire (1870)
- El bosque encantado (1870)
- Orange Tree and the Humble Bee (El naranjo y el abejorro) (1871)
- Not if I know it (1871)
- Giselle (1871)
- Camaralzaman (1871)
- Barba Azul (1871)
- La dama del lago (1872)
- Don Juan (1873)
- Normandy Pippins (1874)
- Robinson Crusoe (1874)
- El joven don César de Bazán (1876)
- El joven doctor Fausto (1877)
- Bohemian Gyurl (segunda versión, 1877)
- Cuarenta ladrones (escrita conjuntamente con F. C. Burnand, W. S. Gilbert y R. Reece, 1878)
- La sonámbula (segunda versión, 1878)
- El joven Fra Diavolo (1878)
- Pretty Esmeralda (1879)
- Handsome Hernani (1879)
- Los viajes de Gulliver (1880)
- Trovatore (1880)
- Plutón (1882)
- Villainous Squire (1882)

### Farsas[5]
- Los excursionistas de Garibaldi (1860)
- Timothy al rescate (1864)
- Spur of the Moment (1872)
- Veinte libras anuales (1876)
- Sirvientes mimados (1876)
- Light Fantastic (1880)

### Comedias[5]
- Old Story (1861)
- Guerra a muerte (1865)
- Cien mil libras (1866)
- El triunfo de Cyril (1868)
- Partners for Life (1871)
- Uvas agrias (1873)
- Viejos soldados (1873)
- La dama americana (1874)
- Aceite y vinagre (1874)
- Viejos marineros (1874)
- Nuestros muchachos (1875)
- Married in Haste (1875)
- La mujer débil (1875)
- Tottles (1876)
- El toro por los cuernos (1876)
- Viejos compinches (1877)
- Un tonto y su dinero (1878)
- Crushed Tragedian (1878)
- El nido de avispas (1878)
- Courtship (El cortejo) (1879)
- Las muchachas (1879)
- La corteza superior (1880)
- Sin hogar (1880)
- Punch (1881)
- New Broom (1881)
- Catorce días (traducida del francés, 1882)
- Frolique (con H. B. Farnie,[Nota 4] 1882)
- Auntie (1882)

### Dramas[6]
- Más preciado que la vida (1867)
- Golpe por golpe (1868)
- No es tan tonto como parece (1868)
- Minnie, o el amor de Leonard (1869)
- Perdidos en el mar (con Dion Boucicault) (1869)
- La querida del tío Dick (1869)
- La concha de apuntador (1870)
- El caballero inglés (1870)
- Espera y esperanza (1871)
- Daisy Farm (1871)
- Casas encantadas (1872)
- Dos Estrellas (versión de La concha de apuntador, 1872)
- Buenas noticias (1872)
- La vida de Mabel (1872)
- El triunfo del tiempo (1872)
- Fine Feathers (1873)
- Encadenado al remo (1873)
- Thumbscrew (1874)
- Arrugas (1876)
- Viuda y esposa (1876)
- Guinea Gold (1877)
- Conscience Money (1878)
- Bow Bells (1880)
- Miguel Strogoff (traducido del francés, 1881)

### Óperas bufas[6]
- La hija de Madame Angot (1873)
- Pretty Perfumeress (1874)
- La novia del demonio (1874)

Cabe añadir las siguientes piezas: Dundreary, Married and Done for, Sensation Fork, Nuestro alojamiento junto al mar, Rival Othellos y Mi esposa y yo (farsas, cuyas fechas exactas de producción son difíciles de determinar).